# Birgittasystrarnas kloster i Djursholm
Birgittasystrarnas kloster, även Birgittasystrarnas gästhem, är ett katolskt nunnekloster inom Birgittinorden beläget på Burevägen 8 och 12 i Djursholm, Danderyds kommun. Klostret invigdes 1923 och drivs som stiftelse av Birgittasystrarna, varmed Birgittinorden var återförd till Sverige efter mer än 300 år.

## Historik

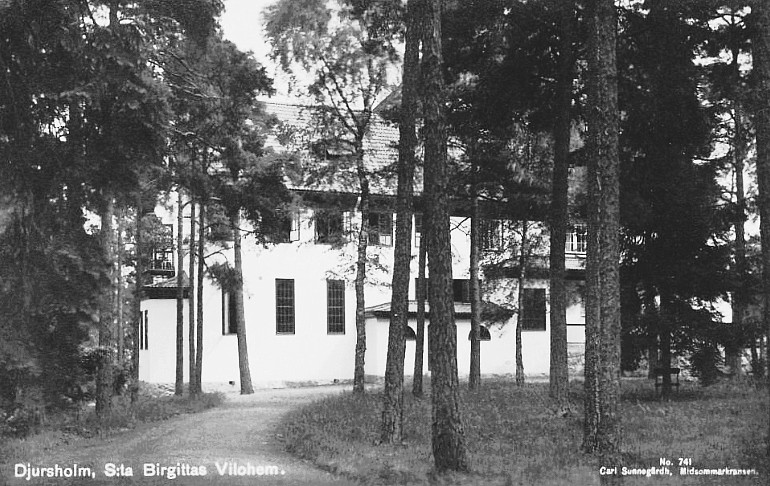
Klosterbyggnaden 1930-tal.

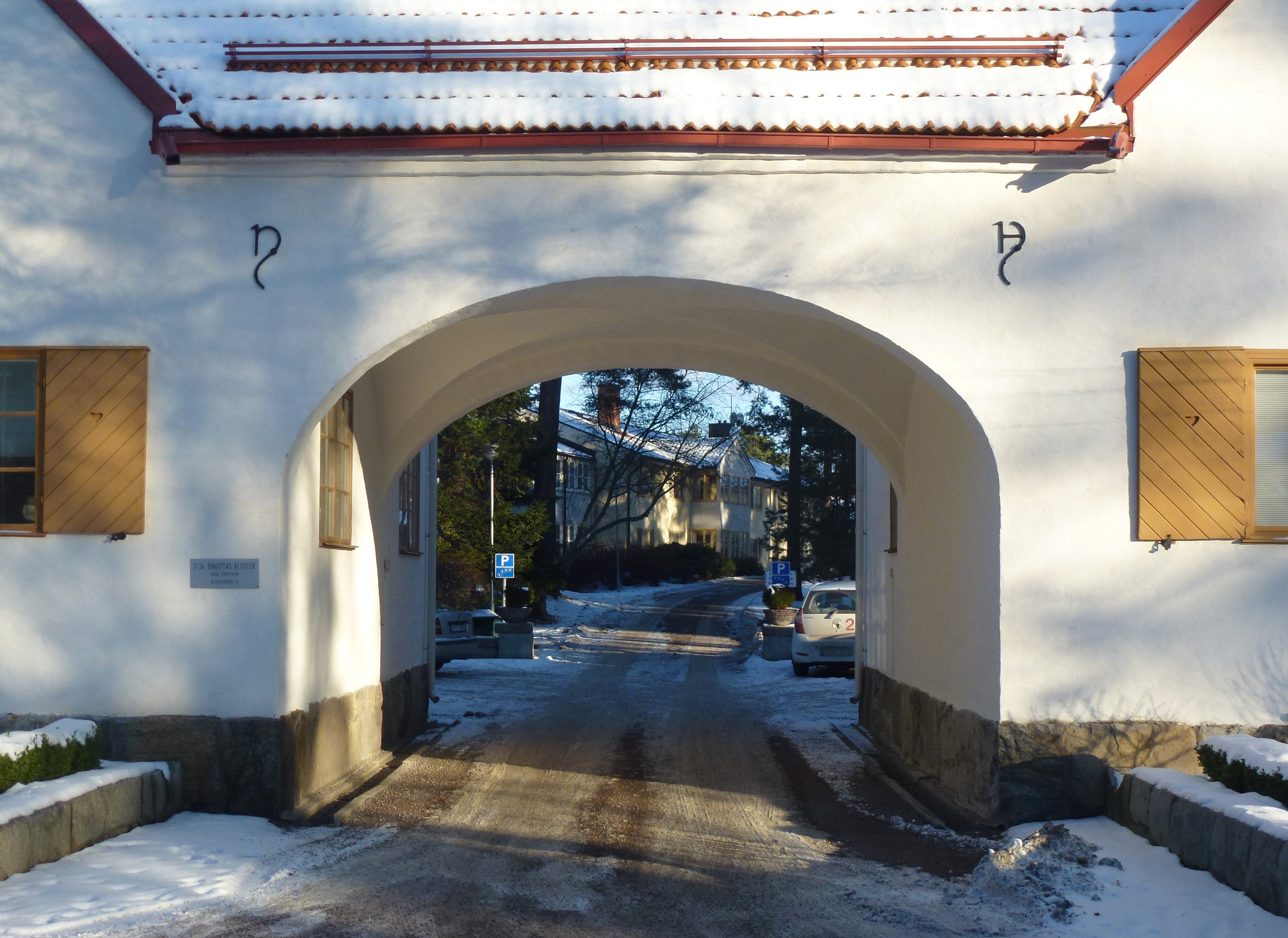
Entréhusets portik, 2014.

Birgittasystrarnas kloster i Djursholm tillhör Birgittinorden, instiftad år 1370 av den heliga Birgitta. Systrarna i Djursholm tillhör en gren av denna order, som grundades 1911 av Elisabeth Hesselblad. Hon ville återinföra Birgittinorden till Sverige genom att skapa en modernare variant. Den 8 juli 1923 kom Hesselblad till Stockholm, där hon möttes av biskop Johannes Evangelista Erik Müller. 
Därefter följde många samtal med honom och han gav sitt fulla stöd åt Hesselblads  beslut att grunda ett kloster. Det var hennes egen bror Gustaf som hjälpte henne att hitta en lämplig byggnad i Djursholm och hon bestämde sig för ett trevåningshus med blommor och fruktträd i trädgården och utsikt över Stora Värtan. Här var en idealisk plats för vila och retreat. 
Klostrets gäst- och vilohem invigdes den 13 oktober 1923. Man valde medvetet termen vilohem, i stället för kloster, eftersom det då var förbjudet att i Sverige grunda nya kloster utan regeringens särskilda tillstånd. (Förbudet upphävdes först 1977) Här kunde systrarna ta emot grupper och enskilda personer. Entrébyggnaden mot Burevägen (fastigheten Disa 1) ritades av arkitekt Evert Milles på 1920-talet. Med sina båda gavlar mot gatan, de långt nerdragna takfallen och centralt placerad portik gestaltades huset av Milles med anknytning till ostfrisiska bondgårdars portalhus. Byggnaden har år 2012 av Danderyds kommun klassificeras som "värdefull". Anläggningen inne på området byggdes till 1973. Nunnorna sköter även ett pensionärshem i anslutning till klostret.
När påven Johannes Paulus II var på statsbesök i Sverige 1989 bodde han på klostret.

## Bilder från klosterparken

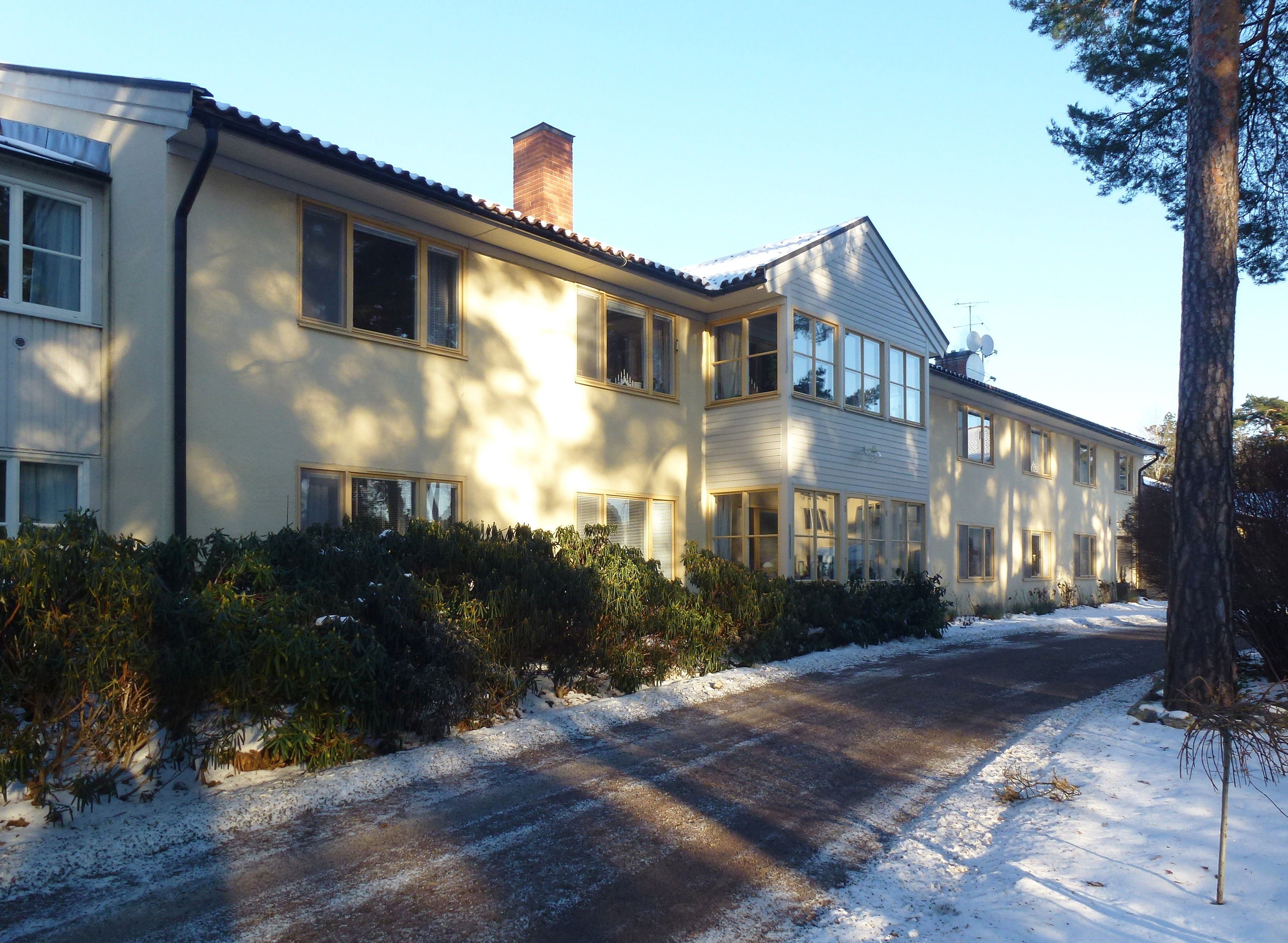
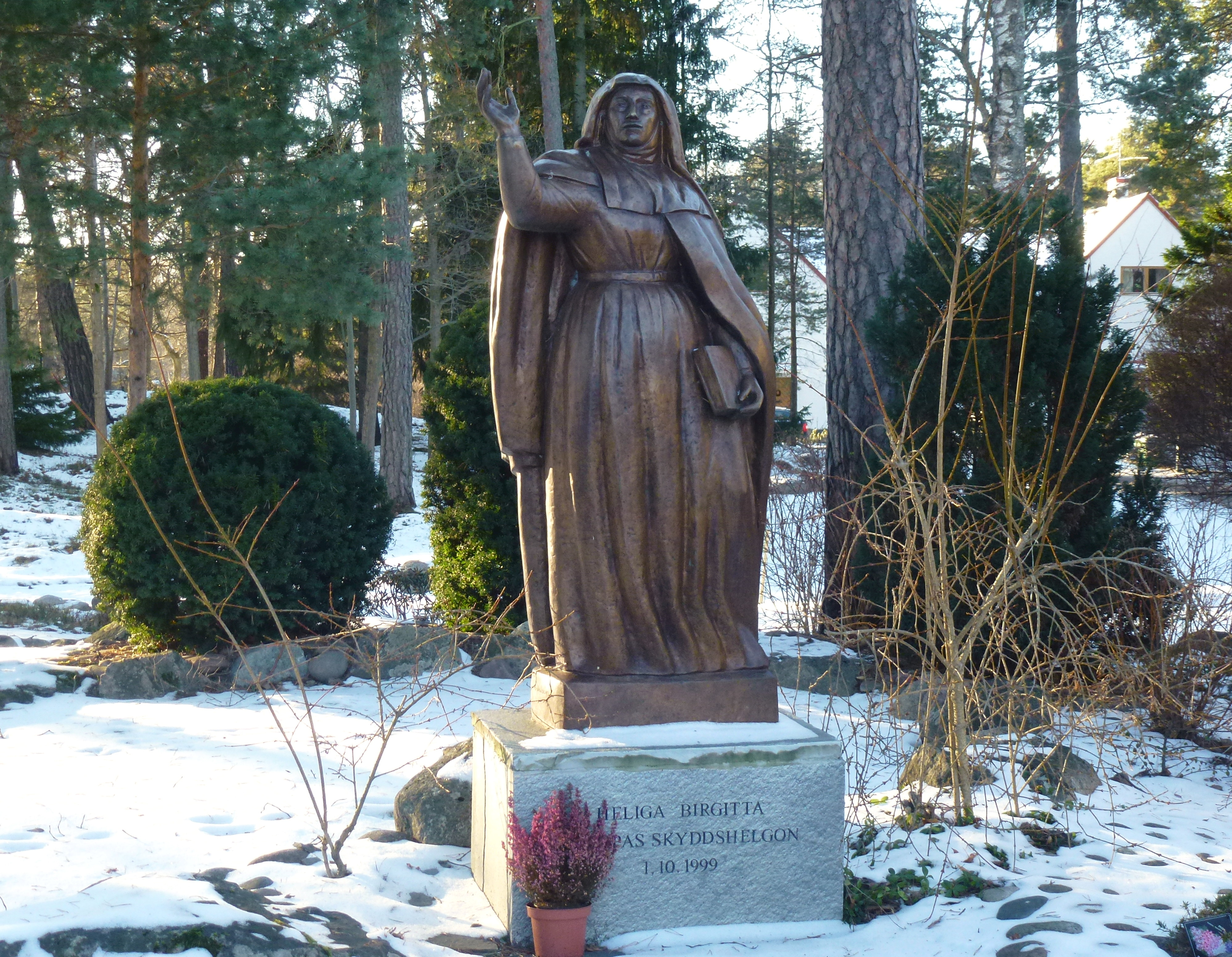
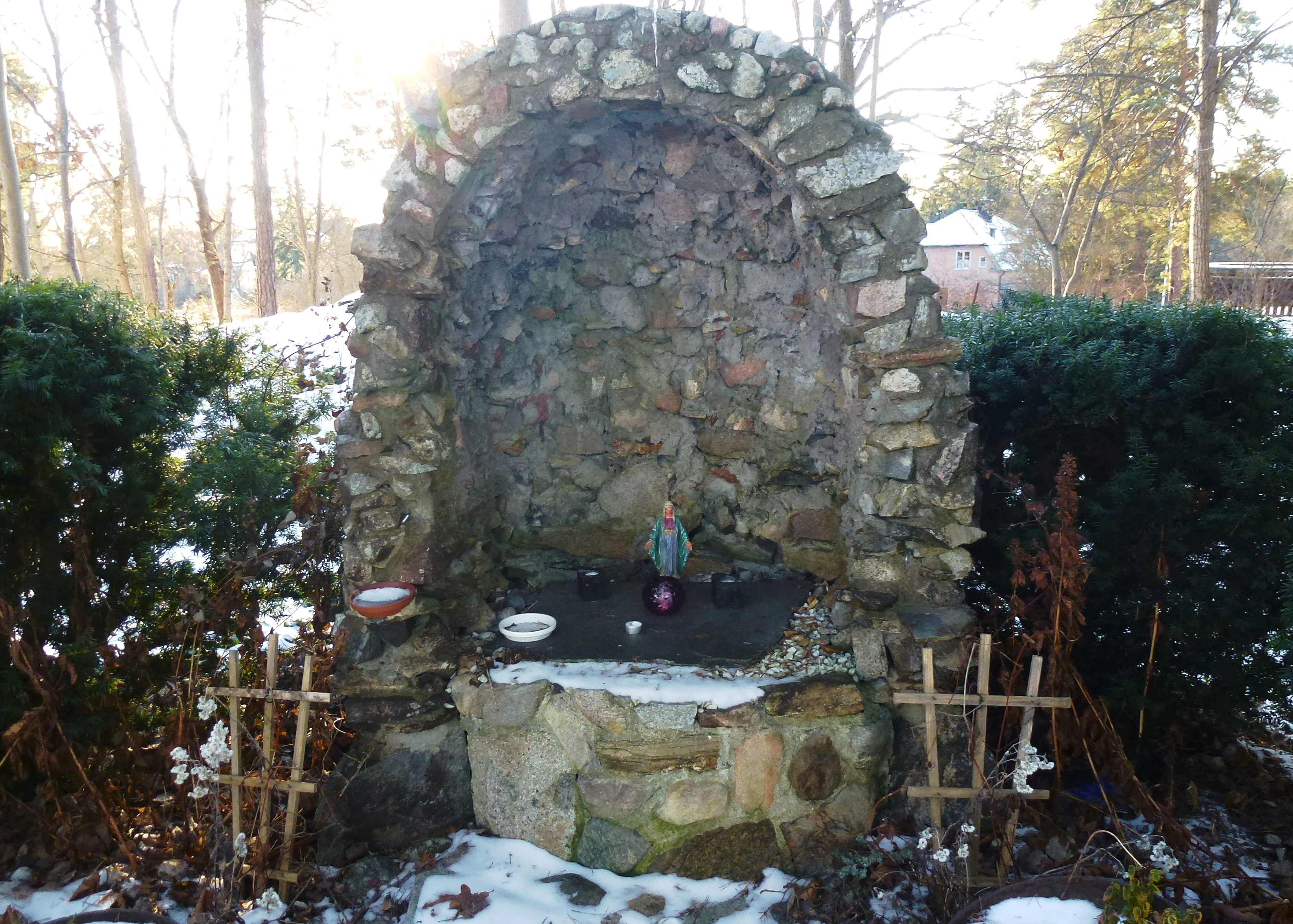
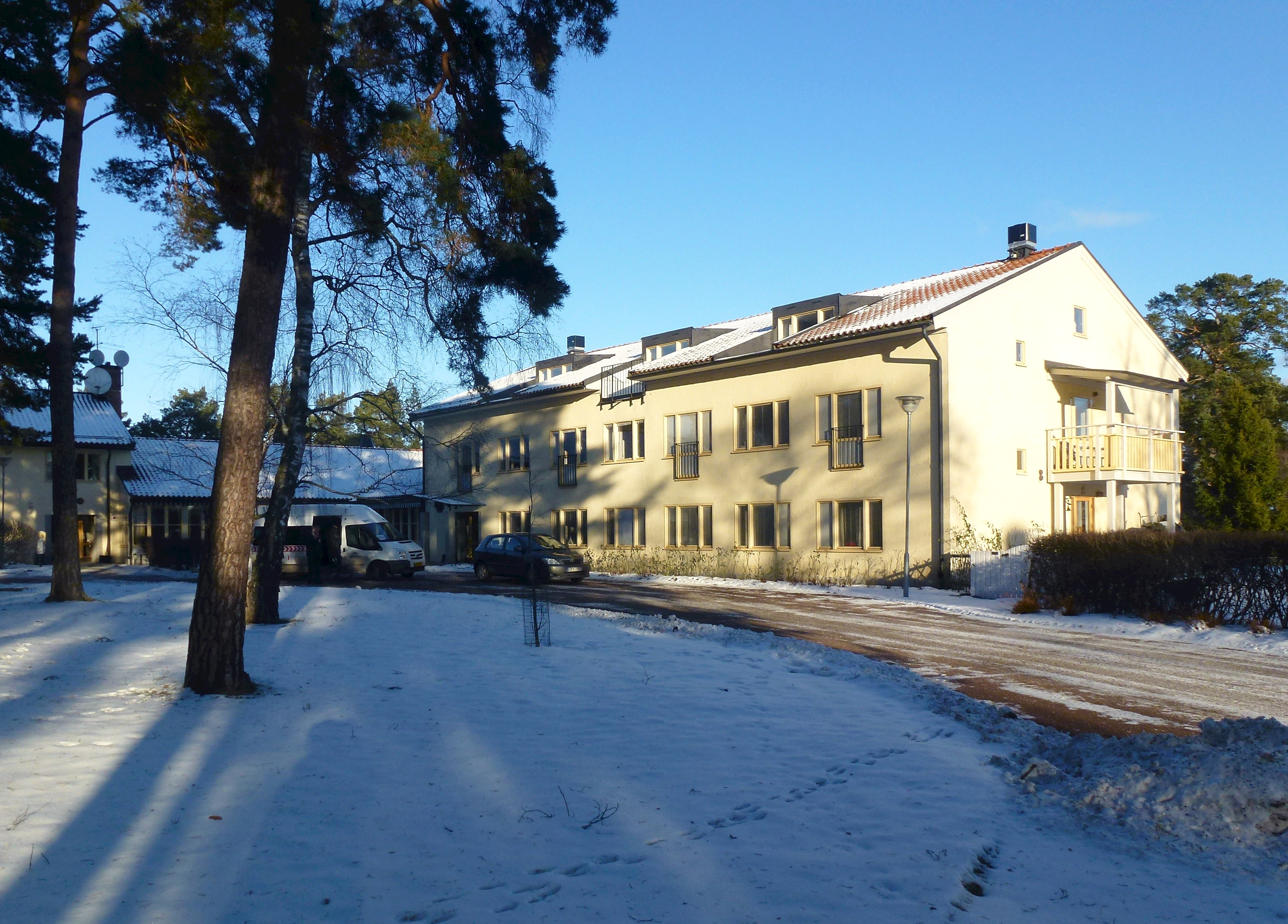